# Hedwig Village
Hedwig Village is een plaats (city) in de Amerikaanse staat Texas, en valt bestuurlijk gezien onder Harris County.

## Demografie
Bij de volkstelling in 2000 werd het aantal inwoners vastgesteld op 2334.
In 2006 is het aantal inwoners door het United States Census Bureau geschat op 2319, een daling van 15 (-0,6%).

## Geografie
Volgens het United States Census Bureau beslaat de plaats een oppervlakte van
2,2 km², geheel bestaande uit land. Hedwig Village ligt op ongeveer 27 m boven zeeniveau.

## Plaatsen in de nabije omgeving
De onderstaande figuur toont nabijgelegen plaatsen in een straal van 4 km rond Hedwig Village.